# Roberto de Nobili (jezuita)

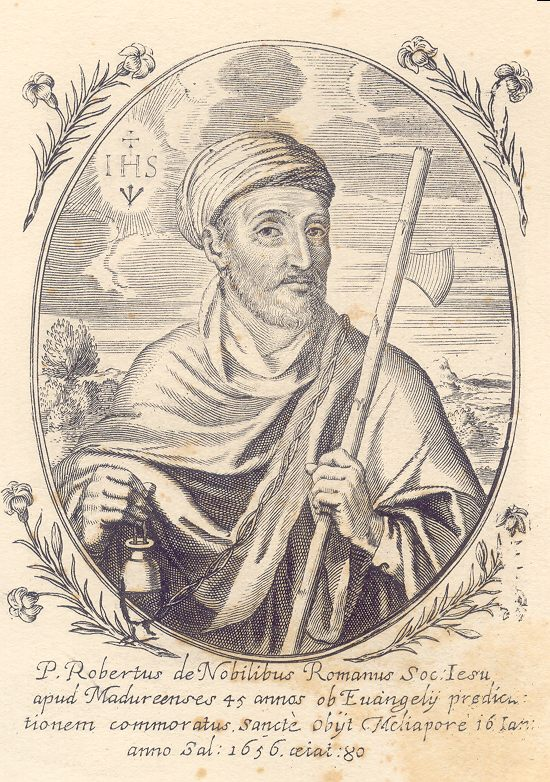
Roberto de Nobili

Roberto de Nobili (ur. 1577, zm. 16 stycznia 1656) – włoski jezuita i misjonarz w Indiach. Urodzony w Montepulciano, Toskania. W 1579 przypłynął do Goa, gdzie rozpoczął działalność misyjną. Jako jeden z pierwszych Europejczyków poznał sanskryt i dwa lokalne języki: tamilski i telugu, dzięki czemu poznał klasyczną i religijną literaturę Indii. Budził też kontrowersje ze względu na to, że ubierał się w hinduskie stroje.